# Тюрлема
Тюрлема́ (чув. Тӗрлемес) — деревня в Козловском районе Чувашской Республики России. Административный центр Тюрлеминского сельского поселения.

## Название
Название Тюрлема, вероятно, произошло от горномарийского слова Тумерлä — «дубовая роща, дубрава» . Рядом с деревней действительно растет дубовая роща.
Свою версию в своё время выдвинул автор чувашско-русского словаря, доктор филологических наук, профессор Егоров Василий Георгиевич (1880—1974):

 «К добулгарской (то есть дотюркской) топонимике относятся также названия селений и урочищ на -мае, -мес: Атмас, Асла- мас, Аштамас, Игелмес, Кашмаш Туҫа, Пӑрмас, Тӗрлемес, ср. племенное название ҫармӑс—черемис; в марийском: Карамас, Атламаш, Памаш и др; в удмуртском: Валамаз, племенное название калмез, в мордовском: Широмас, Коломас, Кочемас и др.»

Однако, некоторую долю неоднозначности вносит то, что само слово "тӗрлемес" на чувашском дословно означает "невышивающий", что может говорить о нативном происхождении топонима.

## География
Находится в восточной части Чувашии, в 74 километрах от Чебоксар и 14 километрах от районного центра — города Козловка.

## История
Возникла в 1893—1894 годах. Жители занимались обслуживанием железнодорожных путей и сельским хозяйством. Речь идет о железнодорожной станции с одноимённым названием Тюрлема. Намного древнее происхождение деревни Старая Тюрлема, упомянутой в этнографических записках известных авторов того времени А. А. Фукс и К. Ф. Фукс «Поездка из Казани в Чебоксары»:

 «Перебирая листочки журнала моего путешествия в Нижний-Новгород, куда я, по Высочайшему повелению, в 1831 году послан для принятия мер к прекращению повальной болезни холеры, я нашел некоторые замечания касательно Чебоксарского уезда и Чуваш, кои, по желанию твоему, здесь выписываю, и с удовольствием тебе сообщаю…»

«Дорога от Свияжска до Тюрлемы очень хороша. Это селение Чувашское с маленькою деревянною церковью. Мы удивились силе, с какой Чувашские женщины косили, несмотря на то, что это самая трудная работа. Здесь почва земли очень хлебородна. Дорога от Тюрлемы до Чувашской деревни Аккозиной идет волнообразно. По большой дороге видишь красивые аллеи из берез, кои однако ж производят две неприятности: препятствуют глядеть на обе стороны, и гораздо более держится на дороге грязь. Бедно одетые Чувашские девушки подносили нам на продажу землянику…» 
Позже возникла деревня Новая Тюрлема. Все три деревни находятся рядом и в настоящее время уже слились.
Деревня Тюрлема с конца XIX века до 1927 года находилась в составе Богородской волости Чебоксарского уезда Казанской губернии (с 24 июня 1920 по 21 апреля 1925 года — в составе Богородской волости Чебоксарского уезда Чувашской автономной области, в 1927—1962 годах в составе Козловского района Чувашской АССР, в 1962—1965 годах — Урмарского района, с 1965 по настоящее время — в составе Козловского района. В 1931 году жители деревень Тюрлема, Новая Тюрлема и села Старая Тюрлема организовали колхоз «Коммунар».
На станции Тюрлема вблизи деревни был 27 июля 1918 года расстрелян настоятель Свияжского Успенского монастыря епископ Амвросий (Гудко). По свидетельству протопресвитера Михаила Польского, владыку Амвросия приказал расстрелять сам Троцкий <…> Владыку арестовали в родной обители и вывезли вместе с келейником Иовом на станцию Тюрлема Московско-Казанской железной дороги. Там владыку вывели в поле, а келейника отпустили, запретив ему следовать дальше. По рассказам очевидцев, преосвященный стоял на коленях и с воздетыми руками молился Богу, пока рыли для него неглубокую могилу. Потом последовали выстрелы. Через несколько часов келейник нашёл тело владыки Амвросия, брошенное лицом вниз, проткнутое штыком в спину насквозь с вывернутыми при жизни обеими руками. Верный келейник похоронил владыку на месте его мученической кончины и в продолжение 12 лет платил крестьянину, владельцу поля, чтобы тот не трогал поле поблизости того места, где покоилось на небольшой глубине тело священномученика. Место погребения, во избежание неприятностей со стороны большевиков, было известно лишь очень немногим
Основное развитие деревни пришлось на период постройки железной дороги и автотрассы М7. До 1990-х годов автотрасса проходила непосредственно через село, но со строительством моста через Волгу в Татарстане дорога начала обходить деревню.

## Население
| 2002 | 2010  | 2012  |
| ---- | ----- | ----- |
| 1241 | ↘1106 | ↗1325 |

До 1917 года в деревне Тюрлема насчитывалось 40 курных изб. До установления советской власти из населения Тюрлемы вышли: 7 попов, 11 учителей, 5 техников, 1 телеграфист, 1 дорожный мастер, 16 железнодорожников.
В 1926 году в Тюрлеме насчитывалось 11 дворов, 22 мужчины, 32 женщины; в 1939 году — 52 мужчины, 28 женщин; в 1979 году — 525 мужчин, 627 женщины; в 2002 году — 388 дворов, 1241 человек: 595 мужчин, 646 женщин.

## Интернет
Основные компании, осуществляющие доступ в интернет: ООО «Аквилон» (Бывший NovoNet), ОАО «Ростелеком».

## Телевидение
Единственная компания, которая предоставляет услуги кабельного телевидения, — это ООО «Аквилон». В сети вещания 55 телеканалов, подключены все многоквартирные дома. Цифровое телевидение предоставляют две компании — «Аквилон» (Бывший NovoNet) (технология DVB-C) и «Ростелеком» (технология IPTV).

## Транспорт
Тюрлема является транспортным узлом как автомобильным, так и железнодорожным, благодаря одноимённой станции.

## Известные люди
- Моссолов, Семён Андреевич — советский инженер, лауреат Сталинской премии; учился в Тюрлеминской школе.
- Тимофеев, Григорий Тимофеевич — чувашский писатель, этнограф, фольклорист и педагог, автор знаменитого сборника — «Тӑхӑрял» (Девятиселье); родился в с. Тюрлеме.

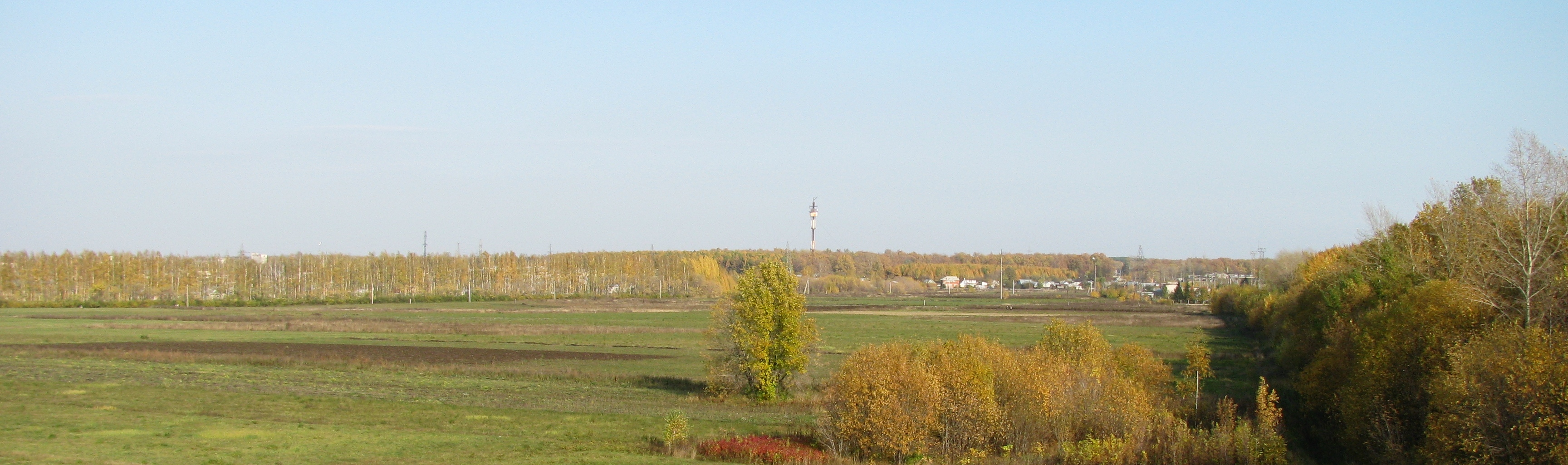
Тюрлема со стороны трассы М7